# Celebrity Equinox
Die Celebrity Equinox ist ein 2009 in Dienst gestelltes Kreuzfahrtschiff der Reederei Celebrity Cruises. Es handelt sich um das zweite Schiff der Solstice-Klasse.

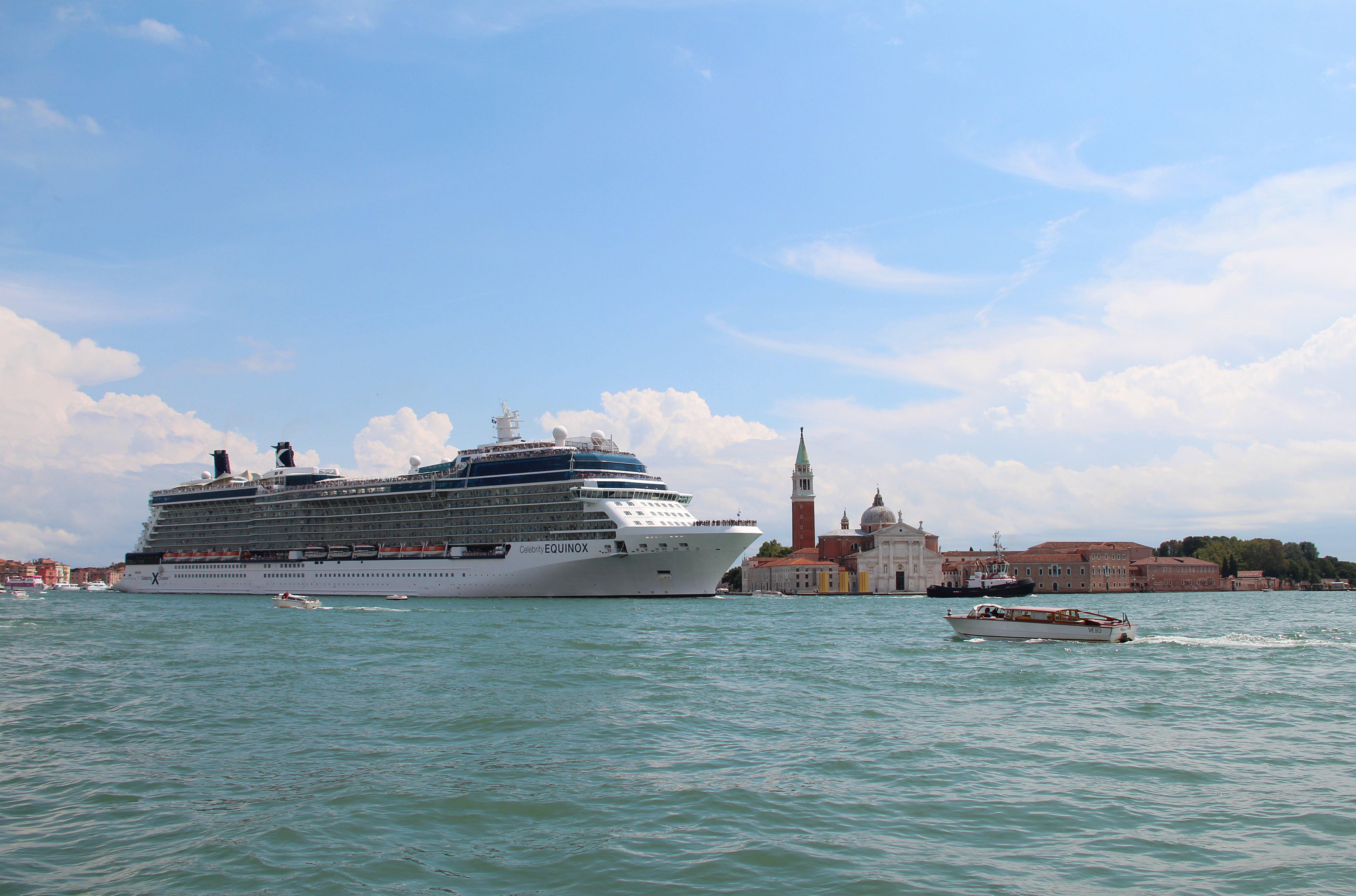
Die Celebrity Equinox segelt im Bacino di San Marco vor der Insel San Giorgio Maggiore.

## Geschichte

### Schiffsbau
Die Celebrity Equinox wurde im Auftrag der Reederei Celebrity Cruises auf der Meyer Werft in Papenburg als zweites Schiff der reedereieigenen Solstice-Klasse gebaut und im Februar 2006 mit Ablieferung im Sommer 2009 bestellt. Bereits bei Bestellung des Typschiffes Celebrity Solstice im Juli 2005 wurde eine Option über ein zweites Schiff der Klasse vereinbart. Der Bau der Celebrity Equinox begann mit dem Zuschnitt der ersten Stahlplatte am 7. September 2007. Die Kiellegung erfolgte am 6. August 2008 und am 16. Juli 2009 wurde das Schiff im niederländischen Eemshaven abgeliefert. Ihre Baukosten beliefen sich auf circa 641 Mio. US-$ Die Celebrity Equinox war das 100. auf der neuen Werft in Papenburg entstandene Schiff, nachdem die Werft Mitte der 1970er Jahre an den heutigen Standort verlegt wurde.

#### Klage von Umweltverbänden
Damit die Celebrity Equinox von der Werft zur Nordsee überführt werden konnte, erteilte die Niedersächsischen Landesbetrieb für Wasserwirtschaft, Küsten- und Naturschutz (NLWKN) zum 20. Juni 2009 erstmals im Sommer eine Stauung der Ems am Sperrwerk Gandersum auf 2,20 Meter Stauhöhe über Normalhöhennull für maximal 25 Stunden, statt, wie zuvor im Sommer zulässig, maximal 1,75 Meter für 12 Stunden. Gegen diese Entscheidung zum Sommerstau klagten im Mai 2009 Umweltverbände beim Verwaltungsgericht Oldenburg: 500 Hektar Fläche in Vogelschutzgebieten würden durch die Stauung überflutet, mindestens 1000 Jungvögel ertrinken und Gehege vernichtet.  Eine Erbengemeinschaft zog ihren vorherigen Eilantrag wieder zurück. Die Umweltverbände und die Werft einigten sich auf einen Kompromiss.
Die Überführung erfolgte am 19./20. Juni 2009, der Fluss wurde hierbei nur rund 12 Stunden auf maximal 45 Centimeter über MThw aufgestaut. Hierzu wurden die Tore des Emssperrwerks am 19. Juni gegen 22:00 Uhr geschlossen und mit dem Aufstauen des Flusses mittels des Emssperrwerks begonnen. Das Aufstauen erfolgte ohne zusätzlichen Einsatz von Pumpen. Das Schiff verließ die Werft gegen Mitternacht und passierte das Emssperrwerk gegen 10:45 Uhr, rund 12 Stunden, nachdem mit dem Aufstauen des Flusses begonnen wurde.

### Jungfernfahrt
Am 31. Juli 2009 lief das Schiff zur vorverlegten Jungfernfahrt aus, einer acht Nächte langen Reise von Southampton nach Norwegen. Die am 8. August 2009 gestartete Fahrt rund um Westeuropa war ursprünglich als Jungfernfahrt geplant, aufgrund der vorgezogenen Ablieferung fand aber schon vorher die Reise nach Norwegen statt.

### Heutiger Einsatz
Mittlerweile fährt die Celebrity Equinox zwischen Frühjahr und Herbst im westlichen und östlichen Mittelmeer, in den Wintermonaten wird die westliche und südliche Karibik befahren.

## Technische Beschreibung

### Rumpf
Das Schiff ist 317,2 Meter lang und 36,9 Meter breit. Der Tiefgang des mit 121.878 BRZ vermessenen Schiffes beträgt 8,3 Meter. Es hat 17 Decks, davon sind 13 Passagierdecks. Zum Transport und der Versorgung des Schiffes und der bis zu 2850 Passagiere steht eine Besatzung von 1250 Mann zur Verfügung. Angetrieben wird die Celebrity Equinox von zwei steuerbaren sogenannten Azipod der Firma ABB mit einer Leistung von 20,5 MW pro Pod-Antrieb. Damit kann sie eine Geschwindigkeit von circa 24 Knoten erreichen. Für die Energieversorgung stehen vier Wärtsilä 16V46CR zur Verfügung, welche je 16.800 kW erzeugen.

### Spezialausrüstung
Um den Passagieren Ausflugsfahrten bieten zu können, stehen sechs Tenderboote zur Verfügung, diese können im Falle der Seenot als Rettungsboote genutzt werden. Die nur für diesen Zweck vorgesehenen vierundzwanzig Rettungsboote sind in einer Höhe von 12 Meter über der Wasserlinie montiert, erreichen eine Maximalgeschwindigkeit von 25 Knoten und können pro Boot bis zu 150 Personen aufnehmen. Vor Beginn der Reise bekommt jeder Passagier ein Rettungsboot zugewiesen, diesem stehen dann im Ernstfall bei vollbesetztem Boot 10 Megajoule Nahrung und 3 Liter Wasser zur Verfügung. Zum schnellen Einsatz in Sonderfällen, so bei einem Mann-über-Bord-Fall, steht zusätzlich ein Rettungskutter mit 144 PS zur Verfügung, welcher ebenfalls bis zu 25 Knoten erreichen kann.